# 貝殻の子供たち
『貝殻を持つ幼児キリストと洗礼者聖ヨハネ』（英: The Infant Christ and Saint John the Baptist with a Shell）あるいは『貝殻の子供たち』（西: Los niños de la concha, 英: The Children with a Shell）は、スペインのバロック期の画家バルトロメ・エステバン・ムリーリョが1670年頃に制作した絵画である。油彩。制作経緯は不明である。おそらくセビーリャの有力な個人コレクターの発注で制作されたと考えられている。ムリーリョの最も有名な絵画の1つで、パルマ公国出身のスペイン王妃エリザベッタ・ファルネーゼのコレクションであったことが知られており、2023年現在はマドリードのプラド美術館に所蔵されている。

## 作品
幼児の姿のキリストは貝殻を器の代わりにして右手で水をすくい、同じく幼児の洗礼者ヨハネの口元に運んでいる。洗礼者ヨハネもそれを右手で受け取り、屈みながら貝殻に口を付けて水を飲んでいる。幼児のキリストは腰布を巻いているのに対して、洗礼者ヨハネはラクダの毛皮を身にまとっている。彼らの様子はまるで市井の子供たちのようである。幼児たちの額にかかる巻き毛と光は柔らかく、洗礼者ヨハネの身体はふくよかではあるが、その動きは子供のようなぎこちなさがあり、頬はバラ色に紅潮している。幼児キリストは微笑み、左の掌を天に向けながら軽く上げ、背後の雲の中にある金色の柔らかな輝きを指さしており、3人の幼い姿の天使が輝きの中から彼らを包み込むように見守っているが、背景の多くの部分は2人の運命を予告するかのように暗雲に包まれている。洗礼者ヨハネのアトリビュートである細長い十字架には『新約聖書』「ヨハネによる福音書」1巻36行の言葉「Ecce Agnus Dei」（見よ、神の仔羊）が記された紙片が巻きつけられており、キリストが「神の仔羊」であることを宣言している。画面右では仔羊が騒ぐことなく座り込み、2人の様子を見つめている。

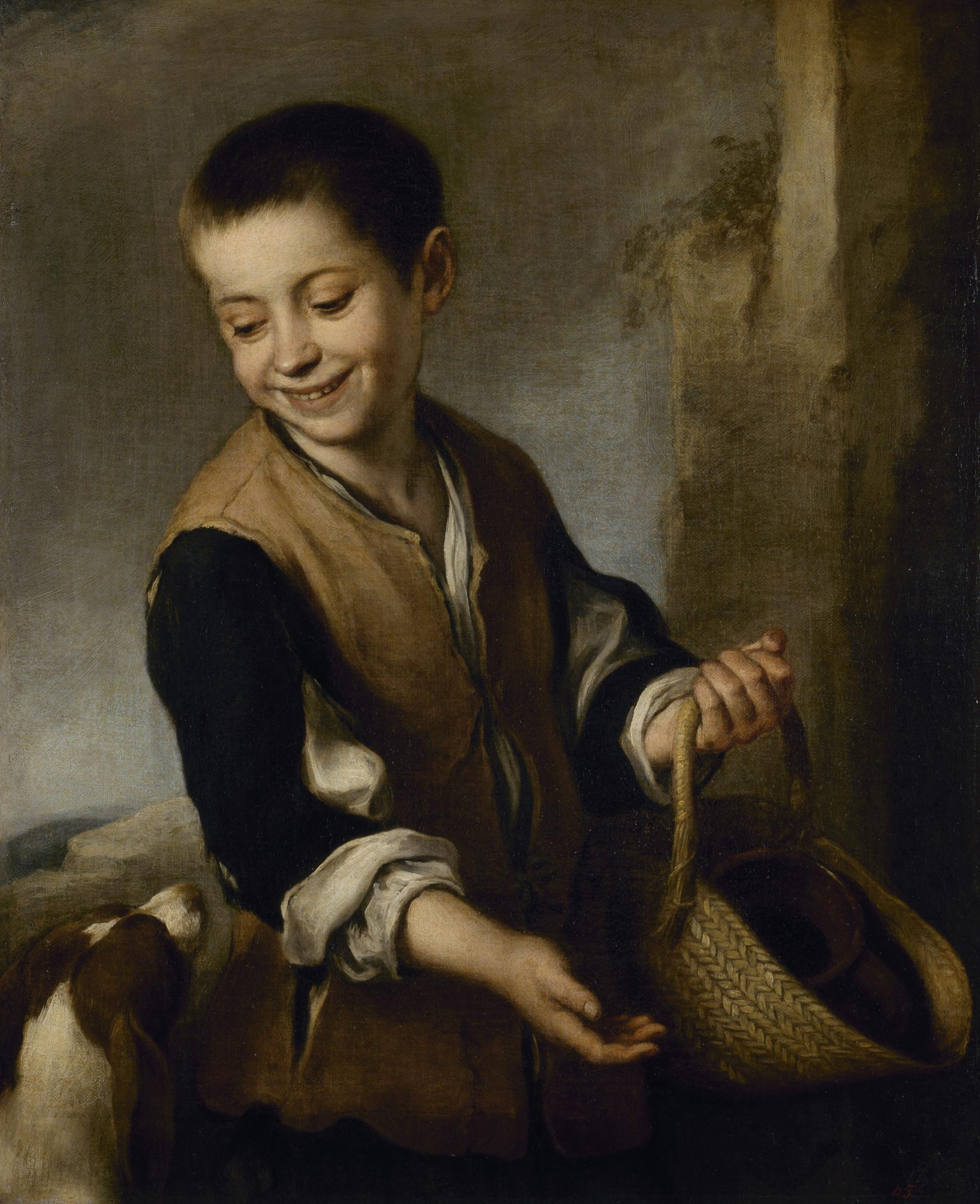
ムリーリョの子供を描いた風俗画の例『犬を連れた少年』。エルミタージュ美術館所蔵。

ムリーリョは幼児のキリストと洗礼者ヨハネ、仔羊を三角形の構図でまとめつつ、ロココ風の甘美さでもって描き上げている。ここで実現されているのは宗教画と風俗画の融合である。彼らの描写すべてが日常のワンシーンを切り取った風俗画のようであり、宗教画には見られない愛らしい魅力と情感に満ちている。
しかしムリーリョは本作品が宗教画であることを忘れているわけではなく、彼らを自身の風俗画の子供たちとは異なる理想化された姿で描き、幼児キリストの左手を上げつつ、小さな胸板を見せる身振りによって、幼さの中にある宗教的指導者としての威厳と資質を示している。同様に画面の中に仔羊を配置し、キリストに導かれる信者たちあるいはキリスト自身の象徴であり、幼児たちの遊び相手でもある仔羊の2つの側面を強調することで、宗教的な出来事を家庭的な文脈の中に置いている。

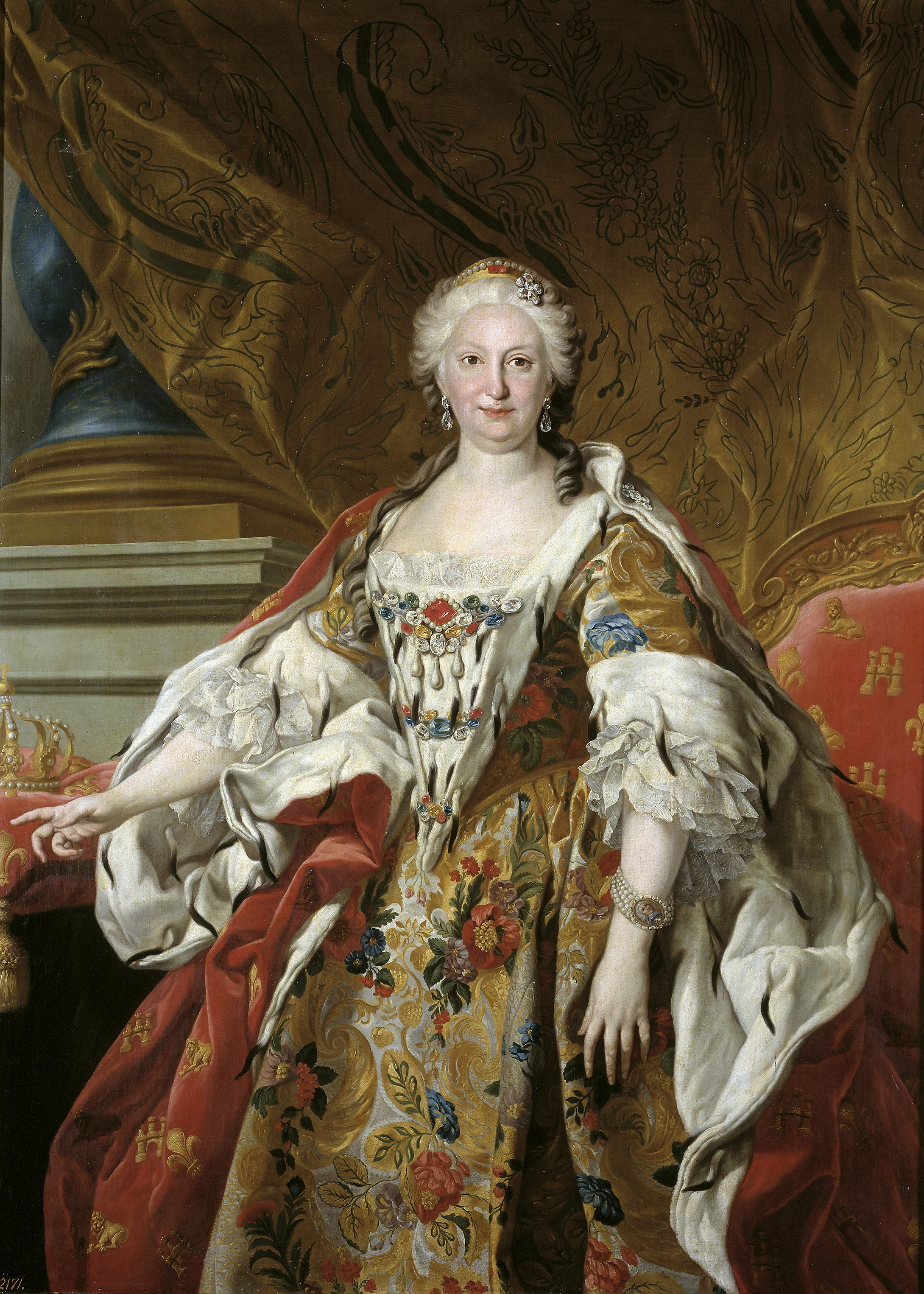
絵画の所有者として最初に記録された頃のスペイン王妃エリザベッタ・ファルネーゼ。ルイ＝ミシェル・ヴァン・ロー画。プラド美術館所蔵。

こうした幼児としてのキリストや洗礼者ヨハネの描写は、厳密には『新約聖書』をはじめとして文献的な根拠はなく、セビーリャの異端審問所の美術監督官であった画家フランシスコ・パチェーコも1649年の『絵画芸術』（El arte de la pintura）の中で、イエスと洗礼者ヨハネは従兄弟の間柄であるとはいえヨルダン川で洗礼を行うまで面識がなく、同じ絵画の中で子供として描かれる根拠はないと論じている。しかしムリーリョは彼らの幼少期を描いた先行例に倣うだけでなく、いくつかの主題を新しく作り出しており、しかもそれらの宗教画はムリーリョのパトロンであったセビーリャ大聖堂の律修司祭フスティノ・デ・ネーベやフランドル出身の絹織物商人ニコラス・オマスール（Nicolás Omazur）ほか、セビーリャの貴族や有力者たちに非常に人気があった。
本作品の優雅な色彩と豊かな色調およびその塗り方はムリーリョがロココの先駆者であることを示しており、絵画の持つ魅力と、澄んだ銀色の光を浴びた人物像の滑らかで繊細な描写により賞賛されてきた。
他の画家から受けた影響としてはアンニーバレ・カラッチやグイド・レーニの作品が指摘されている。

## 来歴
1746年にセゴビアのラ・グランハ宮殿のスペイン国王フェリペ5世の王妃エリザベッタ・ファルネーゼのコレクションとして記録された。1766年には同宮殿の王妃の息子ルイス・アントニオ・デ・ボルボーン・イ・ファルネシオの寝室で記録されている。その後、1794年にアランフエス王宮の王の寝室で記録され、1814年から1818年にかけてマドリードの王宮にて飾られたのち、1819年にプラド美術館の前身である王立絵画彫刻美術館（Real Museo de Pinturas y Esculturas）に所蔵された。『貝殻の子供たち』という題名は、1872年のカタログにおいてプラド美術館の館長を2度務めた画家フェデリコ・デ・マドラーソによって名付けられ、1819年に初めて展示されて以来、スペイン人の間で最も人気のある作品の1つとなっている。

## 複製
ケルン、リッチモンド、ウィーンなどに本作品の複製が知られている。

## ギャラリー
ムリーリョの子供や動物を描いた風俗画的な宗教画は次のような作品が知られている。

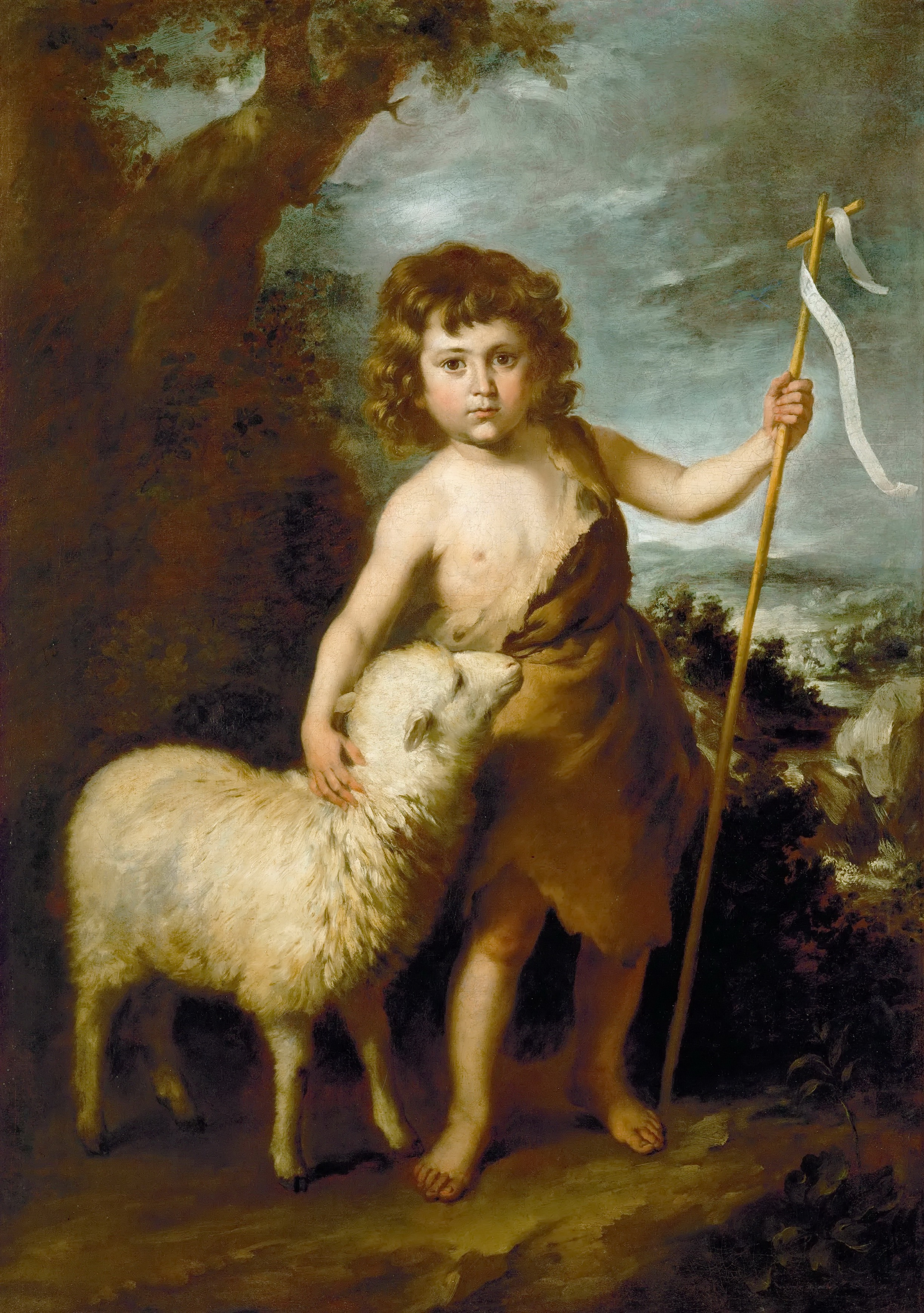
『少年としての洗礼者聖ヨハネ』1650年頃 美術史美術館所蔵
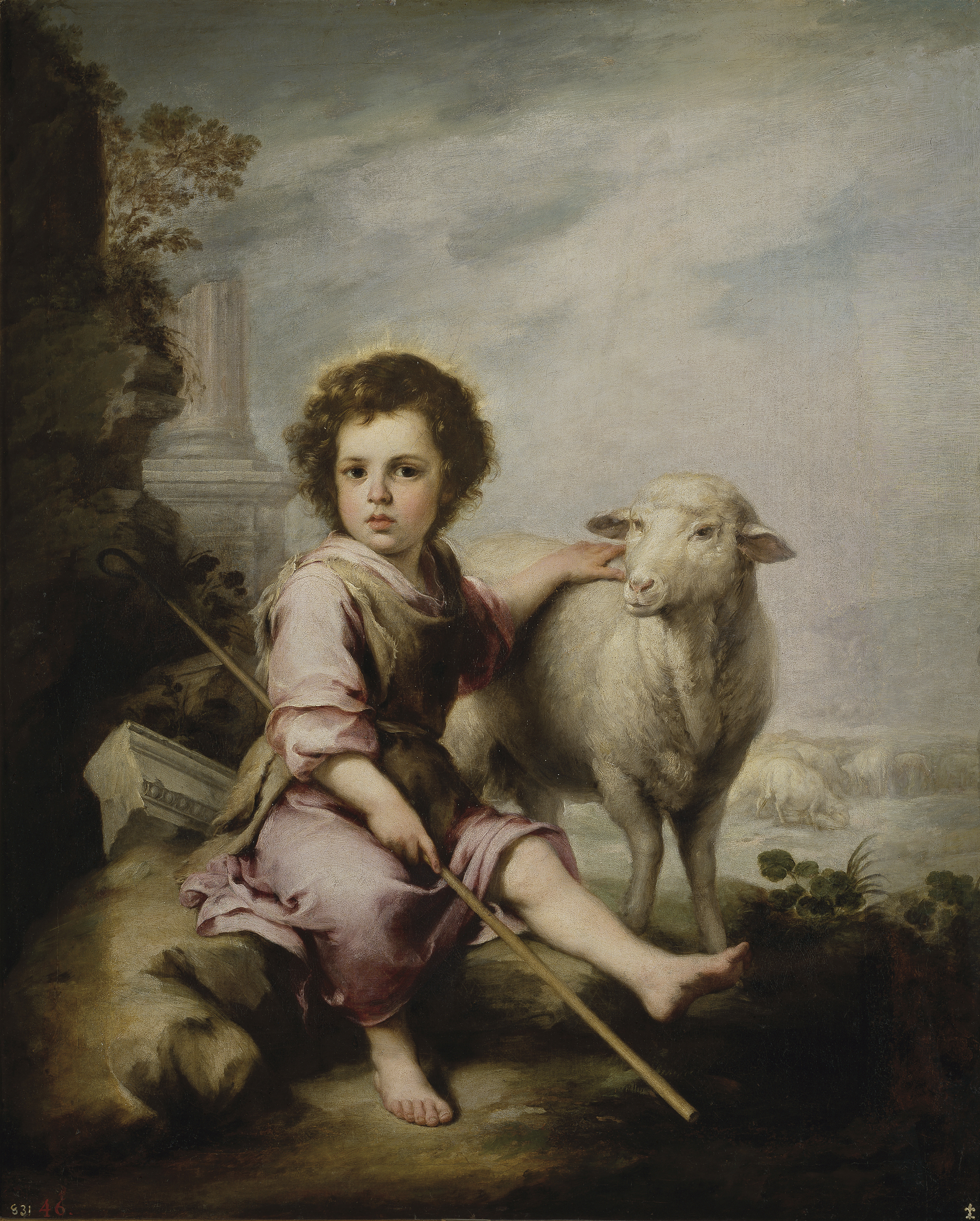
『善き羊飼い』1655年-1660年頃 プラド美術館所蔵
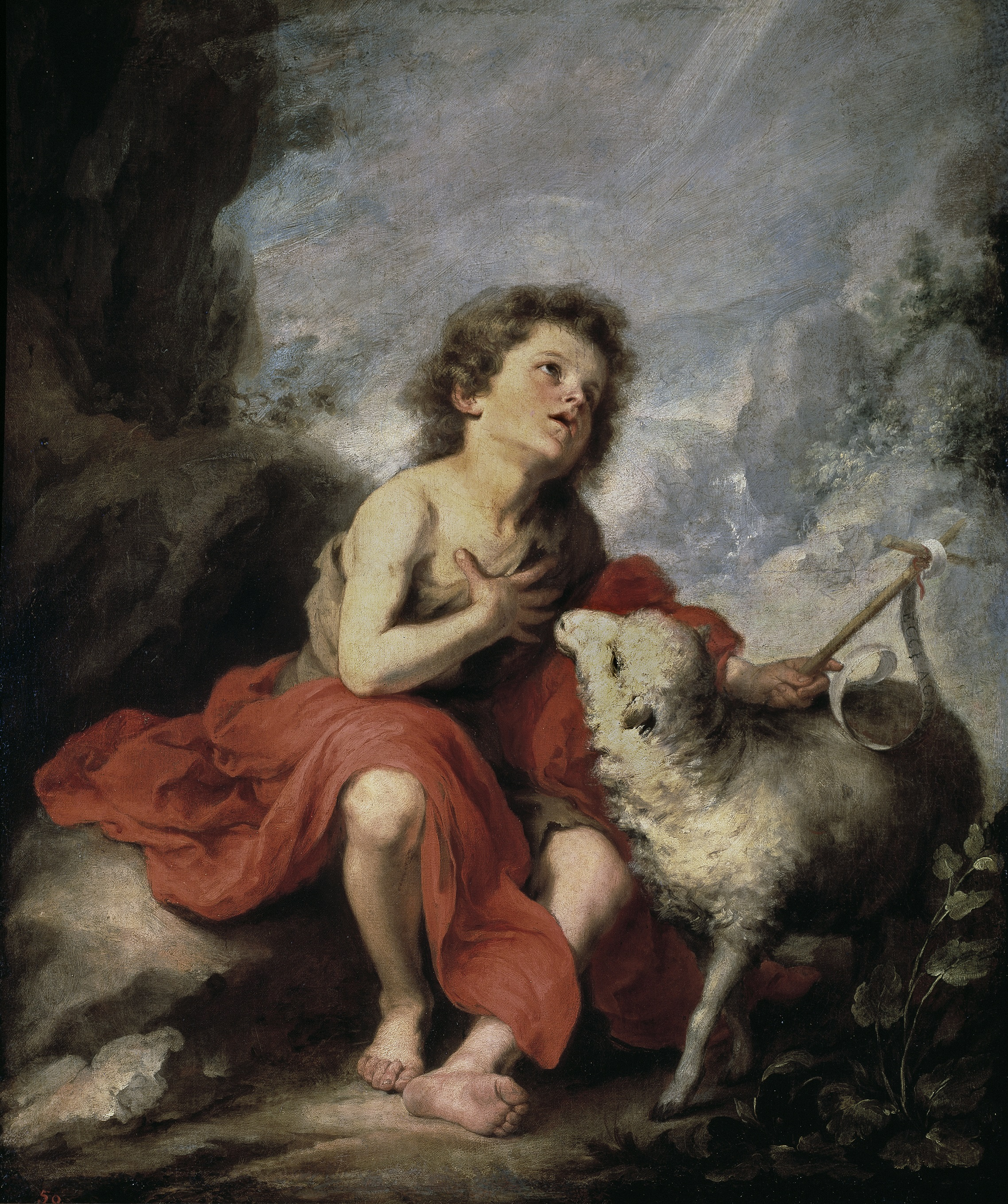
『少年としての洗礼者聖ヨハネ』1670年から1680年の間 プラド美術館所蔵